# Mańkowice
Mańkowice (deutsch Mannsdorf) ist ein Ort der Gmina Łambinowice in der Woiwodschaft Opole in Polen.

## Geographie

### Geographische Lage
Mańkowice liegt im südwestlichen Teil Oberschlesiens im Neisser Land. Das Dorf Mańkowice liegt rund neun Kilometer südwestlich vom Gemeindesitz Łambinowice, rund 15 Kilometer östlich der Kreisstadt Nysa (Neisse) und etwa 46 Kilometer südwestlich der Woiwodschaftshauptstadt Oppeln.
Mańkowice liegt in der Nizina Śląska (Schlesische Tiefebene) innerhalb der Równina Niemodlińska (Falkenberger Ebene). Westlich von Mańkowice fließt die Nysa Kłodzka (Glatzer Neiße). Durch den Ort fließt die Włodarka. Im Süden des Dorfes liegt der Bahnhof Mańkowice an der Bahnstrecke Opole–Nysa.

### Ortsteile
Zu Mańkowice gehört der Weiler Bardno (Klein Warthe).

### Nachbarorte
Nachbarorte von Mańkowice sind im Nordwesten Piątkowice (Rotthaus), im Nordosten Jasienica Dolna (Niederhermsdorf), im Südosten Włodary (Volkmannsdorf), im Südwesten Kubice (Kaundorf) und im Westen Rusocin  (Riemertsheide).

## Geschichte

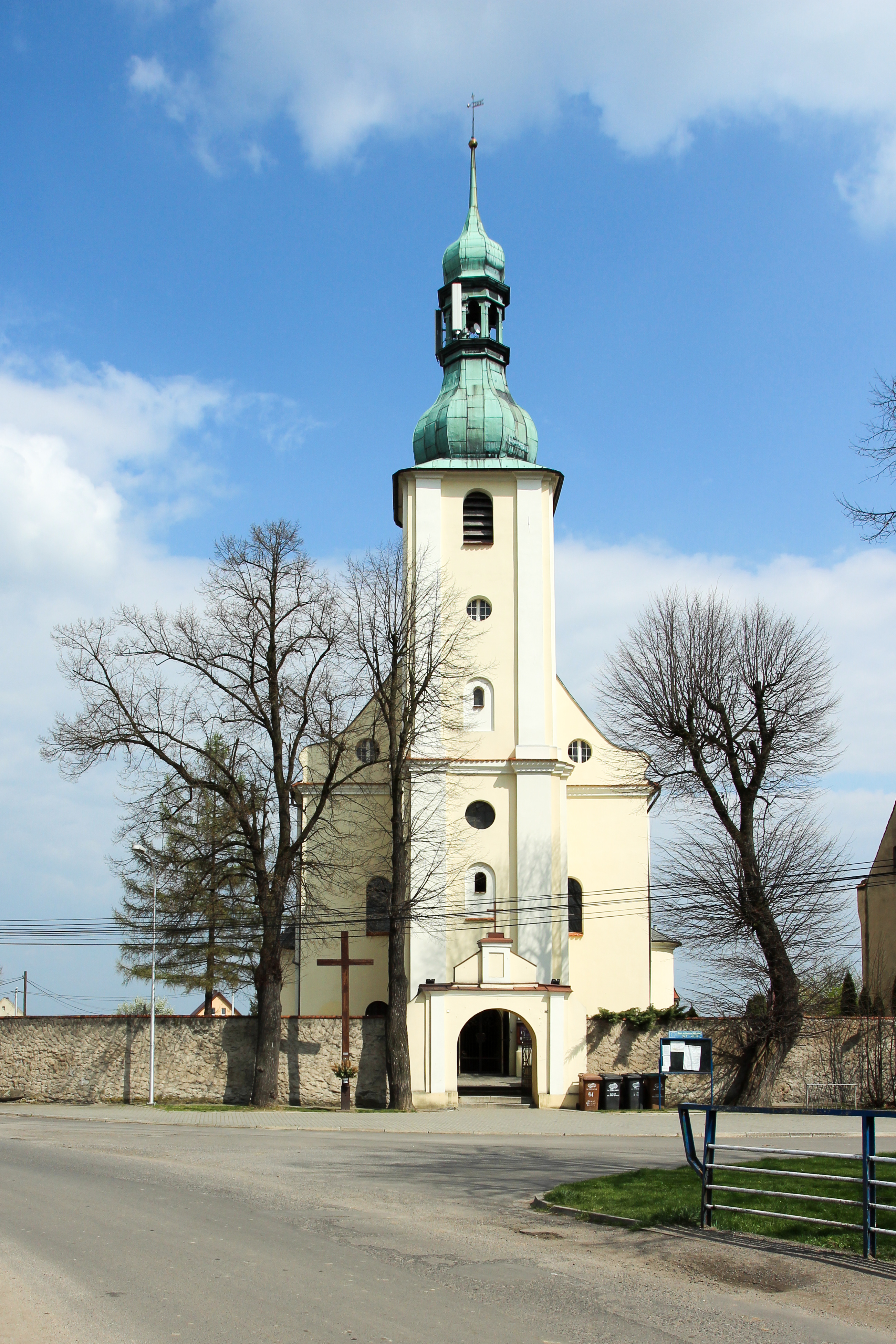
Kirche St. Matthäus

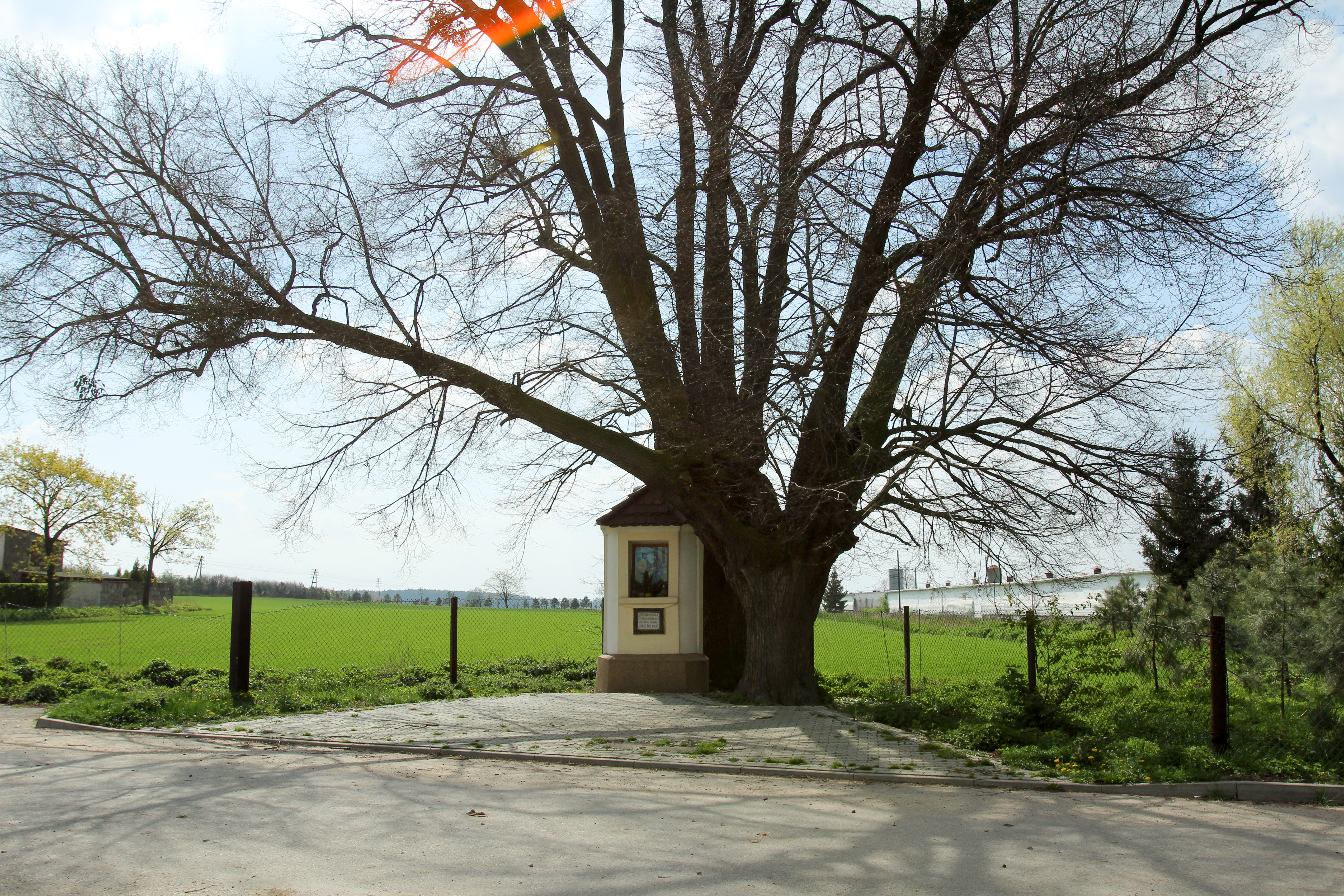
Wegekapelle

In dem Werk Liber fundationis episcopatus Vratislaviensis aus den Jahren 1295–1305 wird der Ort erstmals als Mangoldi villa erwähnt. 1373 wird das Dorf als Maniansdorf sowie 1379 erneut als Manigoldi villa erwähnt.
Nach dem Ersten Schlesischen Krieg 1742 fiel Mannsdorf mit dem größten Teil Schlesiens an Preußen.
Nach der Neuorganisation der Provinz Schlesien gehörte die Landgemeinde Mannsdorf ab 1816 zum Landkreis Neisse im Regierungsbezirk Oppeln. 1817 wurde im Ort ein neues Schulhaus erbaut. 1845 bestanden im Dorf ein Rittergut, eine katholische Kirche, eine katholische Schule und 109 Häuser. Im gleichen Jahr lebten in Mannsdorf 615 Menschen, davon eine Person evangelisch. 1865 zählte das Dorf 18 Bauer-, 35 Gärtner- und 22 Häuslerstellen. 1874 wurde der Amtsbezirk Nieder Hermsdorf gegründet, welcher aus den Landgemeinden Klein Warthe, Mannsdorf, Neusorge und Nieder Hermsdorf und den Gutsbezirken Mannsdorf und Nieder Hermsdorf bestand. 1885 zählte Mannsdorf 662 Einwohner.
1933 hatte Mannsdorf 686, 1939 wiederum 795 Einwohner. Bis 1945 befand sich der Ort im Landkreis Neisse.
Als Folge des Zweiten Weltkriegs fiel Mannsdorf 1945 wie der größte Teil Schlesiens unter polnische Verwaltung. Nachfolgend wurde der Ort in Mańkowice umbenannt und der Woiwodschaft Schlesien angeschlossen. 1950 wurde es der Woiwodschaft Oppeln eingegliedert. 1999 kam der Ort zum neu gegründeten Powiat Nyski (Kreis Neisse). 2011 lebten in Mańkowice 638 Menschen.

## Sehenswürdigkeiten
- Die römisch-katholische Kirche St. Matthäus (poln. Kościół św. Mateusza) wurde bereits im 13. Jahrhundert erbaut und erhielt im 18. Jahrhundert ihr heutiges Erscheinungsbild im Stil des Barocks mit einer Innenausstattung im Rokokostil. Das dreijochige Langhaus besitzt einen quadratischen Chor und eine halbrunde Apsis. Der Westturm besitzt eine einfach durchbrochene Zwiebelhaube. Der Hauptaltar wurde 1714 erbaut und besitzt ein Gemälde des Hl. Matthäus. Die Kanzel wurde in der Mitte des 18. Jahrhunderts entworfen.[9] 1964 wurde das Gotteshaus unter Denkmalschutz gestellt.[10]
- Wegekapelle

## Vereine
- Sportverein LZS Mańkowice-Piątkowice
- Freiwillige Feuerwehr OSP Mańkowice

## Persönlichkeiten
- Waldemar Christ (1855–1921), preußischer Generalmajor